# Волошино (Родионово-Несветайский район)
Волошино — хутор в Родионово-Несветайском районе Ростовской области. Административный центр Волошинского сельского поселения.

## История
Современная территория хутора Волошино сложилась вследствие объединения двух хуторов — Волошино и Саблино.
В советское время в Волошино располагалась центральная усадьба и правление колхоза «Победа» (одного из крупнейших хозяйств Ростовской области). Работали молочная ферма с летними выгулами, свинарник, птичник, конюшня, молзавод, бойня, ремонтные мастерские, кузня, ток, маслоцех и даже ветряная мельница. На полях, кроме зерновых, выращивали овощи и сахарную свёклу. Работали поливные установки «ФРЕГАТ» (их останки ещё стоят в полях). Были сады и виноградник. Дети ходили в детский сад, а в середине 1980-х построили новую школу. Хлебопекарня пекла свежий хлеб, в КБО была парикмахерская и пошив одежды.

## Население
| 2010 |
| ---- |
| 762  |

## Инфраструктура
Улицы
| - ул. Заречная, - ул. Ленина, - ул. Новоселов, - ул. Производственная, - ул. Просвещения, - ул. Садовая, - ул. Северная, | - ул. Советская, - ул. Содружества, - ул. Солнечная, - ул. Стадионная, - ул. Центральная, - ул. Экспериментальная, | - пер. Восточный, - пер. Западный, - пер. Малый, - пер. Степной, - пер. Школьный, - пер. Южный. |